# پارک جانگ سون
پارک جانگ سون (به کره‌ای: 박정선؛ زادهٔ ۱۰ آوریل ۱۹۶۸) کشتی‌گیر بازنشستهٔ اهل کره جنوبی در دستهٔ سبک‌وزن کشتی آزاد است که در سه دورهٔ پیاپی بازی‌های المپیک تابستانی برندهٔ مدال نقرهٔ المپیک ۱۹۸۸ سئول، مدال طلای المپیک ۱۹۹۲ بارسلون و مدال نقرهٔ المپیک ۱۹۹۶ آتلانتا شده‌است. او همچنین قهرمان مسابقات قهرمانی کشتی جهان در سال ۱۹۹۳، برندهٔ مدال طلای بازی‌های آسیایی ۱۹۹۰ و قهرمان مسابقات قهرمانی کشتی آسیا در ۱۹۹۶ است.